# Tucanje
Tucanje es un pueblo ubicado en el municipio de Berane, en Montenegro.

## Demografía
Hasta 2011 la población era de 289 habitantes, conformada por 89 hogares y 181 viviendas.
| 569                                                              | 633 | 627 | 709 | 684 | 650 | 378 | 289 |
| (Fuente: Population statistics of Eastern Europe & former USSR.) |     |     |     |     |     |     |     |

| Etnicidad                                           | Número | Porcentaje |
| --------------------------------------------------- | ------ | ---------- |
| Musulmanes                                          | 198    | 52,38 %    |
| Bosnios                                             | 168    | 44,44 %    |
| Montenegrinos                                       | 10     | 2,64 %     |
| Rusos                                               | 1      | 0,26 %     |
| Otros                                               | 1      | 0,26 %     |
| Fuente: Republic of Montenegro. Statistical Office. |        |            |